# إدوين جرينسلاد ميرفي
إدوين جرينسلاد ميرفي (بالإنجليزية: Edwin Greenslade Murphy)‏ هو مستكشف وصحفي وشاعر أسترالي، ولد في 12 ديسمبر 1866 في أستراليا، وتوفي في 9 مارس 1939.